# Campionati del mondo di atletica leggera indoor 2022 - 3000 metri piani femminili
La gara dei 3000 metri piani femminili dei campionati del mondo di atletica leggera indoor 2022 si è svolta il 18 marzo.

## Podio
| Pos.    | Atleta                    | Nazionalità | Tempo   |
| ------- | ------------------------- | ----------- | ------- |
| Oro     | Lemlem Hailu              | Etiopia     | 8'41"82 |
| Argento | Elinor Purrier St. Pierre | Stati Uniti | 8'42"04 |
| Bronzo  | Ejgayehu Taye             | Etiopia     | 8'42"23 |

## Situazione pre-gara

### Record
Prima di questa competizione, il record del mondo indoor e il record dei campionati erano i seguenti.
| Record                | Prestazione | Atleta                     | Data e luogo                      | Competizione                     |
| --------------------- | ----------- | -------------------------- | --------------------------------- | -------------------------------- |
| Record mondiale       | 8'16"60     | Genzebe Dibaba Etiopia     | 6 febbraio 2014 Stoccolma, Svezia | XL Galan                         |
| Record dei campionati | 8'33"82     | Elly van Hulst Paesi Bassi | 4 marzo 1989 Budapest, Ungheria   | Campionati del mondo indoor 1989 |

### Campionesse in carica
La campionessa mondiale indoor in carica era:
| Campione        | Atleta                 | Prestazione | Data e luogo                          | Competizione                     |
| --------------- | ---------------------- | ----------- | ------------------------------------- | -------------------------------- |
| Mondiale indoor | Genzebe Dibaba Etiopia | 8'45"05     | 1º marzo 2018 Birmingham, Regno Unito | Campionati del mondo indoor 2018 |

### La stagione
Prima di questa gara, le atlete con le migliori tre prestazioni dell'anno erano:
| Pos. | Atleta                    | Prestazione | Data e luogo                          |
| ---- | ------------------------- | ----------- | ------------------------------------- |
| 1    | Dawit Seyaum Etiopia      | 8'23"24     | 17 febbraio 2022 Liévin, Francia      |
| 2    | Ejgayehu Taye Etiopia     | 8'26"77     | 17 febbraio 2022 Liévin, Francia      |
| 3    | Alicia Monson Stati Uniti | 8'31"62     | 29 gennaio 2022 New York, Stati Uniti |

## Risultati

### Finale
La finale diretta si è tenuta il 18 marzo alle ore 20:25.
| Pos | Atleta                    | Nazionalità   | Tempo   | Note                                     |
| --- | ------------------------- | ------------- | ------- | ---------------------------------------- |
|     | Lemlem Hailu              | Etiopia       | 8'41"82 | Miglior prestazione personale stagionale |
|     | Elinor Purrier St. Pierre | Stati Uniti   | 8'42"04 |                                          |
|     | Ejgayehu Taye             | Etiopia       | 8'42"23 |                                          |
| 4   | Gabriela DeBues-Stafford  | Canada        | 8'42"89 |                                          |
| 5   | Dawit Seyaum              | Etiopia       | 8'44"55 |                                          |
| 6   | Jessica Hull              | Australia     | 8'44"97 |                                          |
| 7   | Alicia Monson             | Stati Uniti   | 8'46"39 |                                          |
| 8   | Rahel Daniel              | Eritrea       | 8'46"53 | Record nazionale                         |
| 9   | Laura Galván              | Messico       | 8'46"65 |                                          |
| 10  | Beatrice Chebet           | Kenya         | 8'47"50 |                                          |
| 11  | Hanna Klein               | Germania      | 8'48"73 |                                          |
| 12  | Selamawit Teferi          | Israele       | 8'50"91 |                                          |
| 13  | Luiza Gega                | Albania       | 8'53"14 |                                          |
| 14  | Edinah Jebitok            | Kenya         | 8'53"25 |                                          |
| 15  | Amy-Eloise Markovc        | Gran Bretagna | 8'53"57 |                                          |
| 16  | Marta Pérez               | Spagna        | 8'57"81 |                                          |
| 17  | Meraf Bahta               | Svezia        | 8'58"68 |                                          |
| 18  | Julie-Anne Staehli        | Canada        | 8'58"73 |                                          |
| 19  | Lauren Ryan               | Australia     | 9'13"93 |                                          |
| 20  | Jhoselyn Camargo Aliaga   | Bolivia       | 9'28"98 | Record nazionale                         |